# L'Espoir de Pandore
Pour une version réaliste de l'activité scientifique
L'Espoir de Pandore. Pour une version réaliste de l'activité scientifique est un ouvrage du sociologue des sciences Bruno Latour paru en anglais en 1999 sous le titre de Pandora's Hope. Essays on the Reality of Science Studies (Harvard University Press). La traduction française paraît aux éditions La Découverte en 2001 (trad. Didier Gille, coll. « L'Armillaire »).
Cet ouvrage rassemble une série d'articles remaniés en guise de réponse à ce que la presse a désigné sous l'expression de « science wars » (« Guerre des sciences ») dans la foulée de l'affaire Sokal. Réfutant les accusations de relativisme ou d'anti-réalisme dont la démarche des Science Studies a souvent été la cible (notamment par Sokal et Bricmont), l'auteur rappelle que l'approche anthropologique des sciences est loin de miner l'objectivité de ces dernières. Au contraire, en les décrivant telles qu'elles se font, comme des pratiques où l'action se partage entre humains et « non-humains », c'est plutôt « ajouter du réalisme aux sciences » (cf. « Croyez-vous à la réalité ? »), en respectant le fonctionnement et l'objectivité.

## Table des matières
- Avertissement de l'auteur pour l'édition française

- 1. « Croyez-vous à la réalité ? »
  - L'étrange invention d'un monde « extérieur »
  - La peur de la loi de la rue
  - L'originalité de l'anthropologie des sciences

- 2. Sol amazonien et circulation de la référence

- 3. Joliot et la vascularisation des faits
  - Un petit exemple tiré de l'histoire de Joliot
  - Lier l'histoire des sciences et l'histoire de France
  - L'incorporation progressive des non-humains dans le discours humain
  - Le système circulatoire des faits scientifiques
  - Mobilisation du monde
  - Construction de l'autonomie
  - Alliances
  - Représentation publique
  - Liens et nœuds
  - Énucléation de la société hors du collectif

- 4. Le ferment lactique et la fabrication de la réalité
  - Le premier épisode dramatique : des attributs à la substance
  - De la fabrication des faits aux événements
  - Le deuxième épisode dramatique : la solution de Pasteur au conflit entre constructivisme et réalisme
  - À la recherche d'une figure de style : articulation et proposition

- 5. Pasteur et l'historicité des choses
  - Les substances n'ont pas d'histoire, les propositions si
  - Une enveloppe spatio-culturelle pour les propositions
  - L'institution de la substance
  - L'énigme de la causalité à rebours

- 6. Le dédale de la médiation technique
  - Replier humains et non-humains les uns sur les autres
  - Le premier sens de la médiation technique : l'interférence
  - Le deuxième sens de la médiation technique : la composition
  - Le troisième sens de la médiation technique : le pli du temps et de l'espace
  - Le quatrième sens de la médiation technique : franchir la frontière entre les signes et les choses
  - Le mot technique est un excellent adjectif, mais un substantif détestable
  - Pragmatogonie : quelle autre solution que le mythe du progrès ?
  - Nous vivons dans les collectifs, pas dans des sociétés
  - Un « petit récit » : l'histoire mythique des collectifs
  - Niveau no 11 : Écologie politique
  - Niveau no 10 : Technoscience
  - Niveau no 9 : Réseaux de pouvoir
  - Niveau no 8 : Industrie
  - Niveau no 7 : La mégamachine
  - Niveau no 6 : Écologie internalisée
  - Niveau no 5 : Société
  - Niveau no 4 : Techniques
  - Niveau no 3 : Complication sociale
  - Niveau no 2 : Boîte à outils de base
  - Niveau no 1: Complexité sociale
  - Une récapitulation impossible mais indispensable

- 7. L'invention de la guerre des sciences
  - Socrate et Calliclès contre le peuple d'Athènes
  - La haine du peuple
  - Comment casser au mieux la loi de la majorité
  - Joute triangulaire entre Socrate, les sophistes et le peuple

- 8. Une politique affranchie de la science
  - Comment Socrate révèle malgré lui la vertu de l'énonciation politique
  - Comment Socrate se trompe sur le travail que le Corps Politique fait sur lui-même
  - La fausse piste de la morale absolue
  - Conclusion : les manigances de Socrate et sa mort
  - Guerre des sciences ? Et la paix ?
  - Une science affranchie de la politique d'éradication de la politique
  - Affranchir la politique d'un pouvoir/savoir qui rend la politique impossible

- 9. Faits, fétiches, faitiches, la divine surprise de l'action
  - Deux sens de l'agnosticisme
  - Un aperçu de la critique moderne
  - Une autre théorie de l'action et de la création
  - Action et maîtrise
  - Pour remplacer les croyances
  - Attention et prudence

- Conclusion : Par quel stratagème libérer l'espoir de Pandore ?

- Glossaire
- Bibliographie.

## Édition
- Pandora's Hope: An Essay on the Reality of Science Studies, Cambridge, Mass., Harvard University Press, 1999.  (ISBN 0-674-65335-1)
- L'Espoir de Pandore. Pour une version réaliste de l'activité scientifique, traduit de l'anglais par Didier Gille, Paris, La Découverte, « L'Armillaire », 2001 ; rééd. Collection « La Découverte Poche / Sciences humaines et sociales » (no 255), 2007,  (ISBN 978-2-7071-5236-7)